# Alabato
Alabato (również Ghara) – wieś w Gwinei Bissau, w regionie Oio.